# Ipolynagyfalu
Ipolynagyfalu (szlovákul: Veľká Ves nad Ipľom, korábban Falubka) község Szlovákiában, a Besztercebányai kerületben, a Nagykürtösi járásban.

## Fekvése
Nagykürtöstől 29 km-re délnyugatra, az Ipoly jobb partján fekszik.

## Élővilága

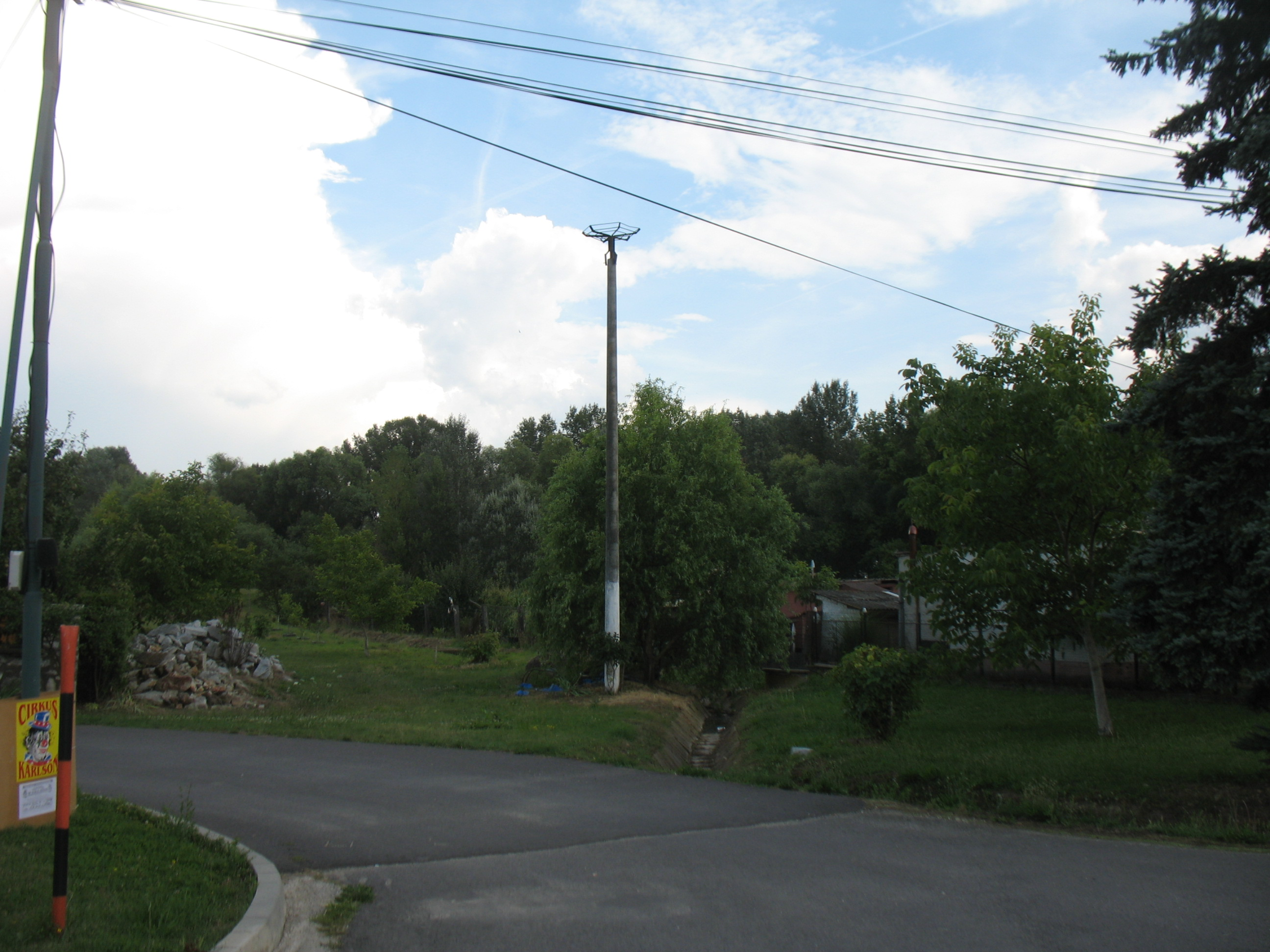
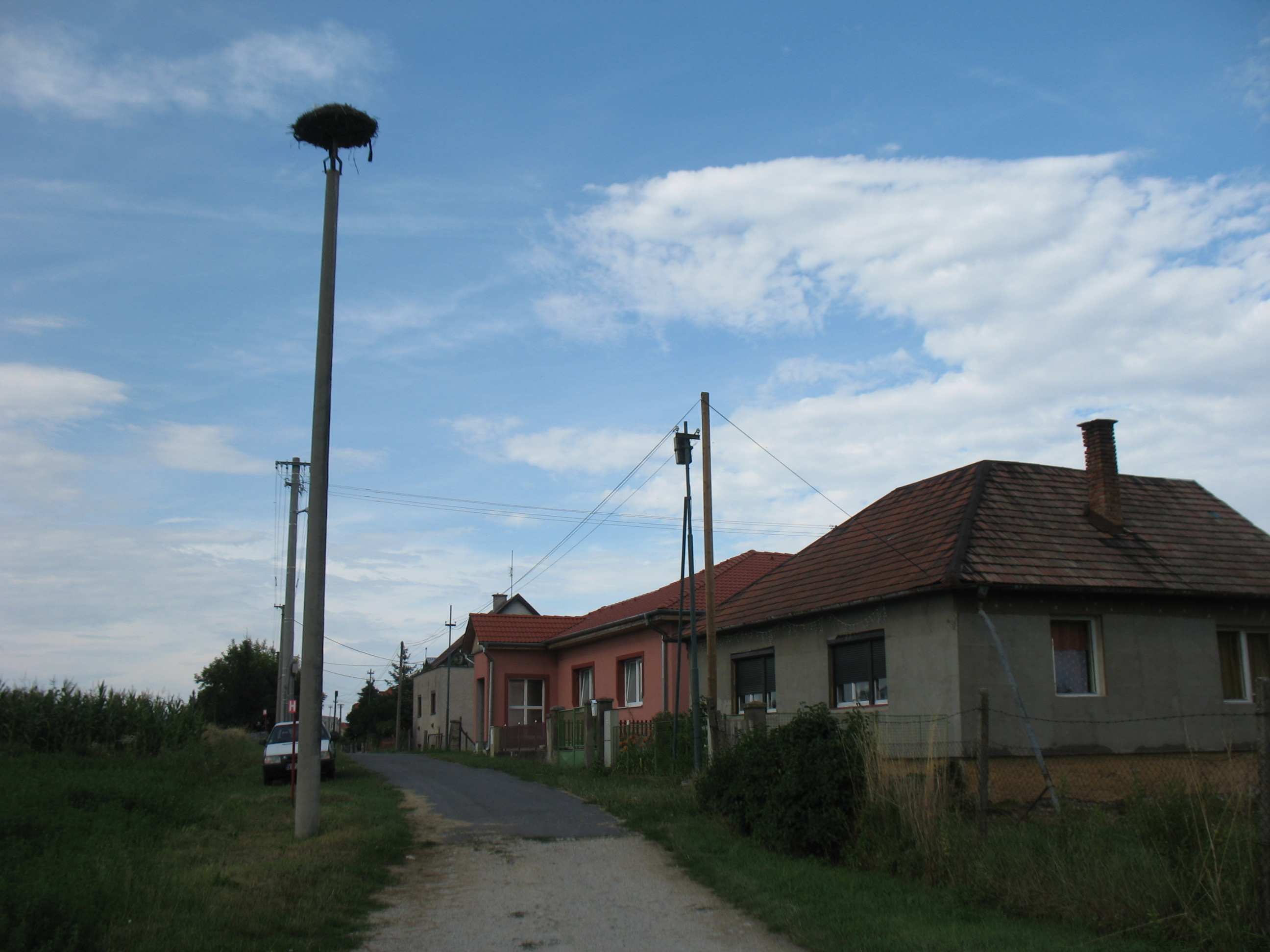
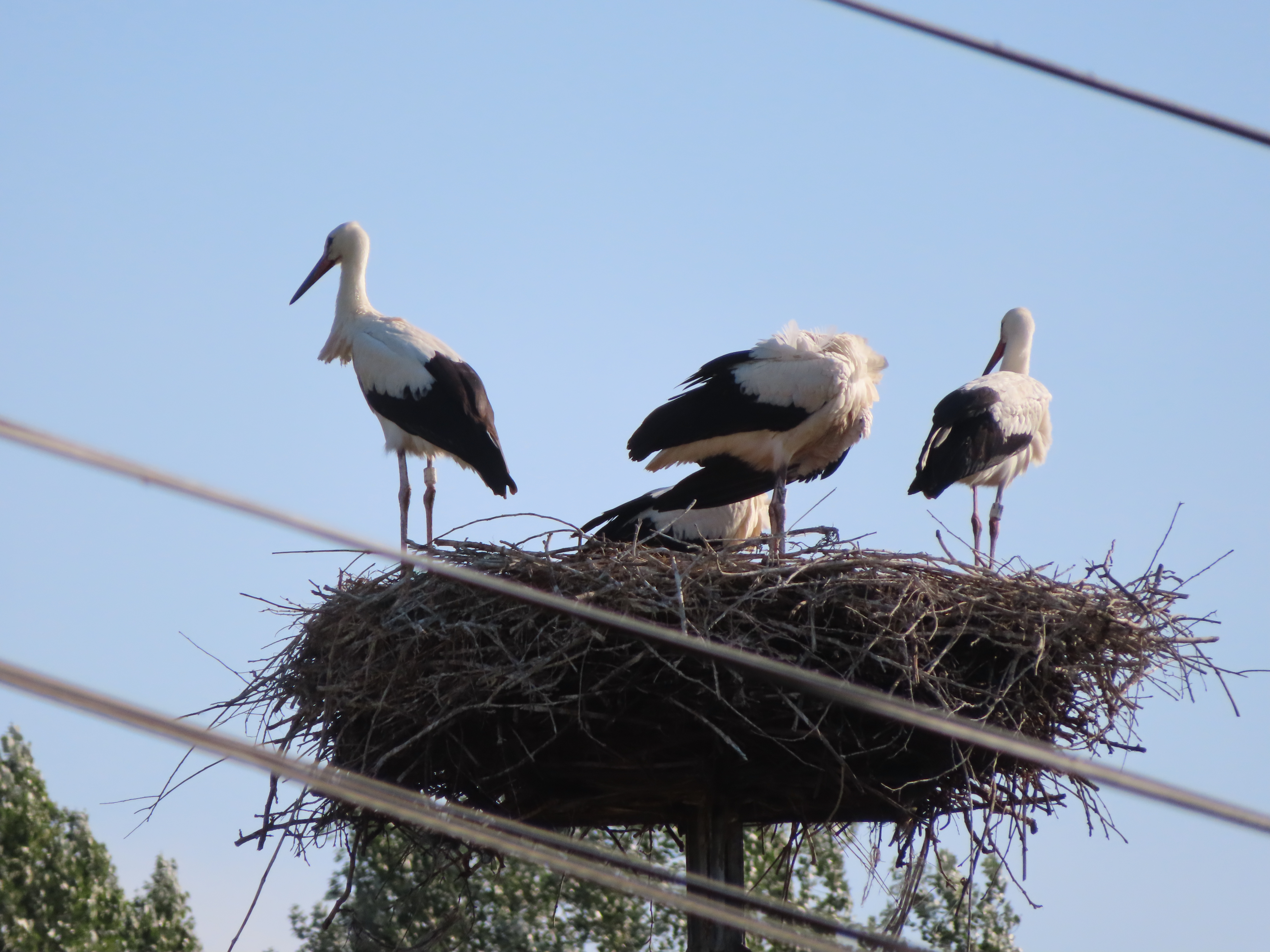
2023
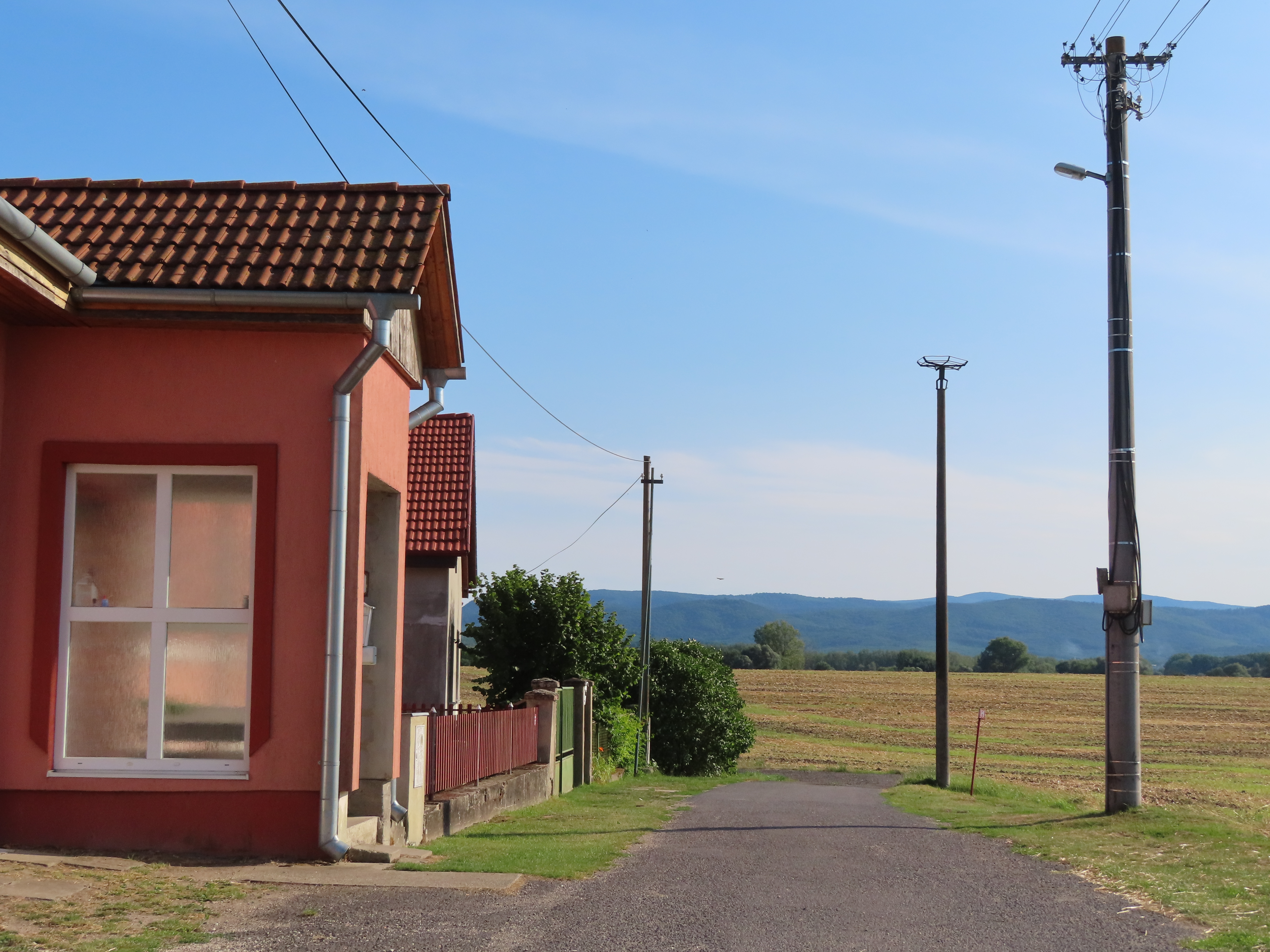

A falu területén 3 gólyafészket tartanak nyilván.

## Története
A régészeti leletek tanúsága szerint területe a kőkorszak óta lakott. Területén megtalálták a kőkor, bronzkor és vaskor településeinek nyomait is. A 6. században szlávok érkeztek a község területére, majd a 9. században megérkeztek a magyarok is.
A falut 1252-ben IV. Béla király oklevelében "Nogfolu" néven említik először. 1442-ben Erzsébet királyné Nagyfalut Fedémesi Zobonya Imrének és Deedi Farkas Péternek, drégely kapitányainak adta. Ezután Litva várához is tartozott, majd a Lipthay, Forgách, Tersztyánszky, Crouy és Somschich családok voltak főbb birtokosai.
1476-ban négy jobbágyporta és malom is állt a faluban. 1504-ben az Erdődyek szereztek birtokot a községben. 1552. augusztus 10-én Ali budai pasa serege a palásti csatában legyőzte a magyar sereget és ezzel a környék török uralom alá került. 1667-ben 14, 1720-ban 12 jobbágyporta volt a faluban. A Tersztyánszky-kúria 1720 körül épült klasszicista stílusban, ma már nincs meg. A falu egykori cukorgyárát gróf Forgách Antal építtette a 19. században. A Szabó-malom egykor gőzmalomként működött. 1828-ban 79 házában 509 lakos élt.
Vályi András szerint "NAGYFALU. Magyar falu Hont Várm. Ipoly vize partyán, földes Urai Liptai, és több Urak, lakosai katolikusok, fekszik Hidvég, és Szécsénkének szomszédságában, ehez 1/2 óránnyira, mellynek filiája, határja jó, legelője elég, mind a’ két féle fája van, szőleje jó, sok savanyú víz forrásai vagynak."
Fényes Elek szerint "Nagyfalu, magyar falu, Honth vmegyében, az Ipoly jobb partján. 498 kath., 10 evang., 1 ref. lak., csinos úri lakással és kerttel, homokos, de termékeny határral, bortermesztéssel, vizi malommal. F. u. Tersztyánszky; Liptay. Ut. p. Ipoly-Ságh."
A trianoni békeszerződésig Hont vármegye Ipolynyéki járásához tartozott. 1938 és 1944 között – az I. bécsi döntés következtében – ismét magyar fennhatóság alá került.

## Népessége
| Év:            | 1994. | 2004.   | 2014.   | 2024.   |
| -------------- | ----- | ------- | ------- | ------- |
| Emberek száma: | 405   | 423     | 402     | 433     |
| Eltérés:       |       | +4,44 % | -4,96 % | +7,71 % |

| Év:            | 2023. | 2024.   |
| -------------- | ----- | ------- |
| Emberek száma: | 435   | 433     |
| Eltérés:       |       | -0,45 % |

1880-ban 325 lakosából 294 magyar, 13 német, 10 szlovák anyanyelvű és 8 csecsemő volt.
1910-ben 398 lakosából 397 magyar és 1 szlovák anyanyelvű volt.
2001-ben 430 lakosából 348 magyar és 80 szlovák volt.
2011-ben 419 lakosából 292 magyar és 99 szlovák volt.
2021-ben 405 lakosából 241 (+23) magyar, 141 (+11) szlovák, 7 (+1) cigány, 3 egyéb és 13 ismeretlen nemzetiségű volt.

## Nevezetességei
- Római katolikus templomát a 18. század közepén a Lipthay család építtette barokk stílusban. A templom alatti kriptában az építtető család tagjai nyugszanak.

## Képtár

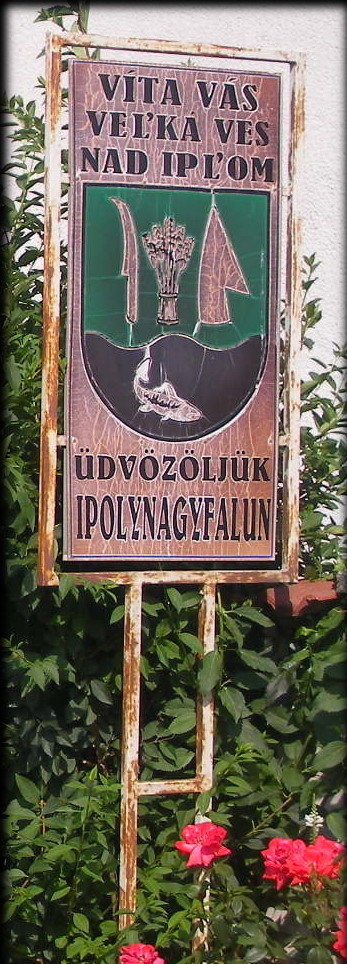
Címeres üdvözlőtábla
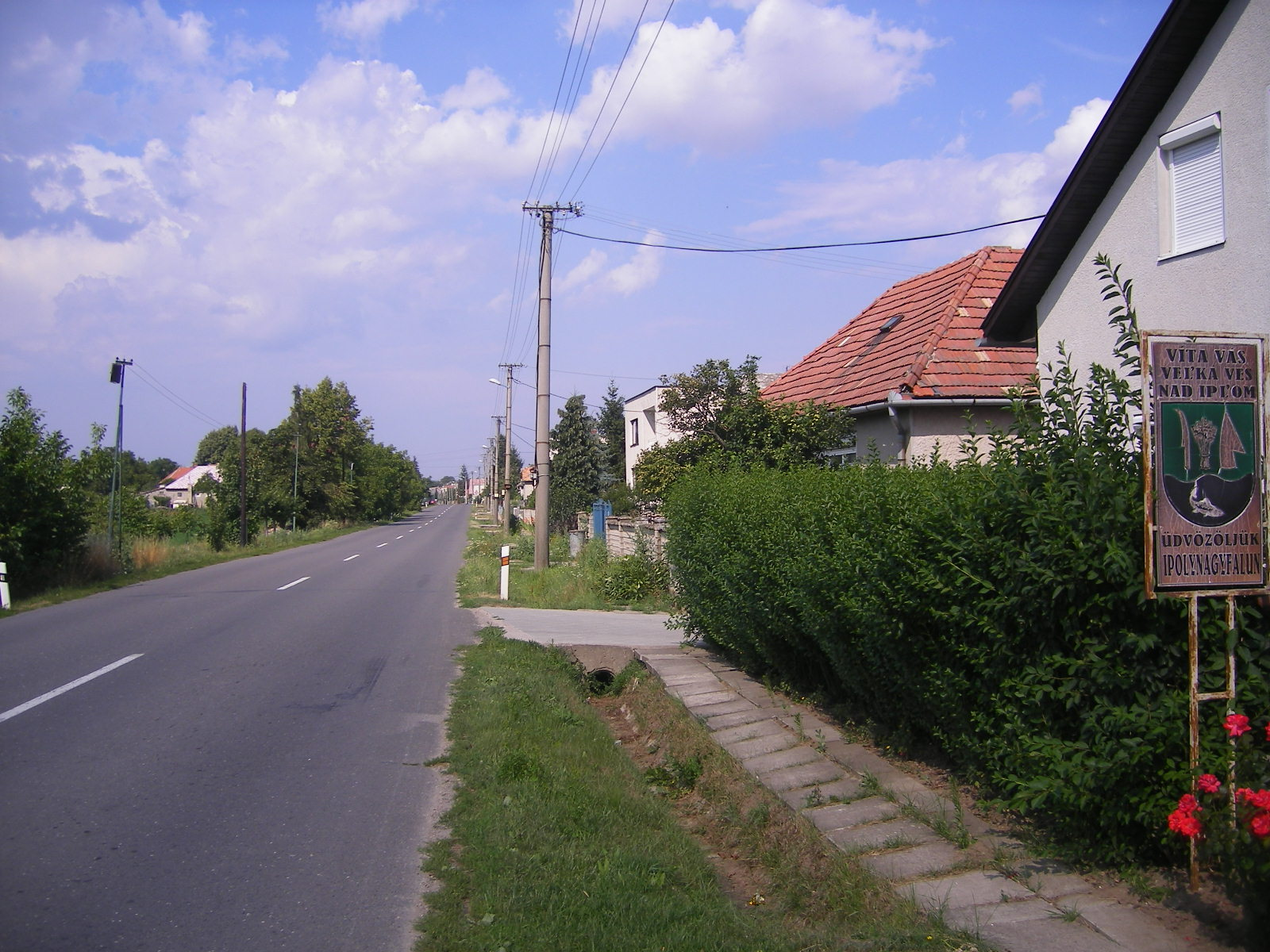
A falun áthaladó II/527-es út
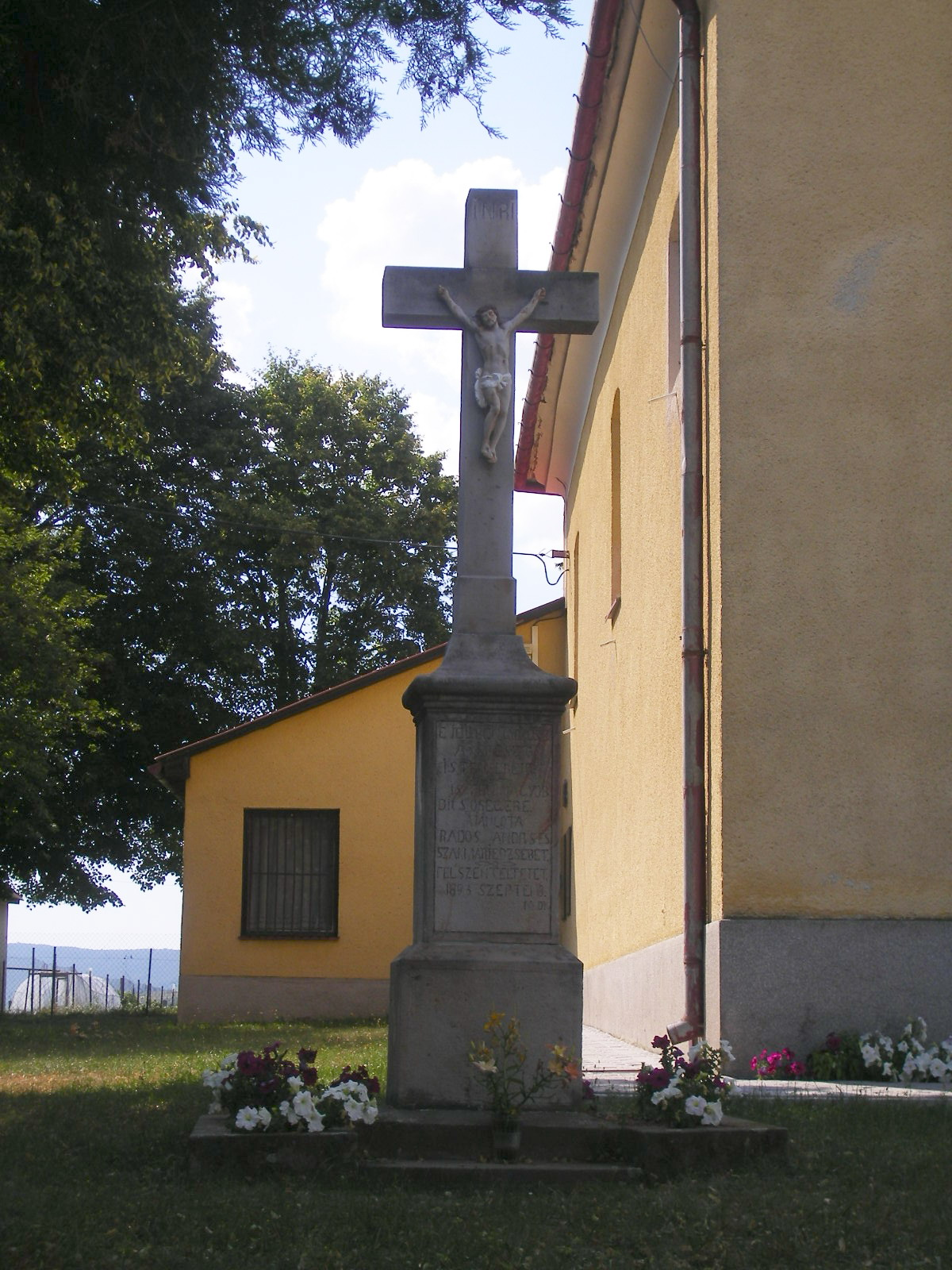
A templom kertjében álló feszület
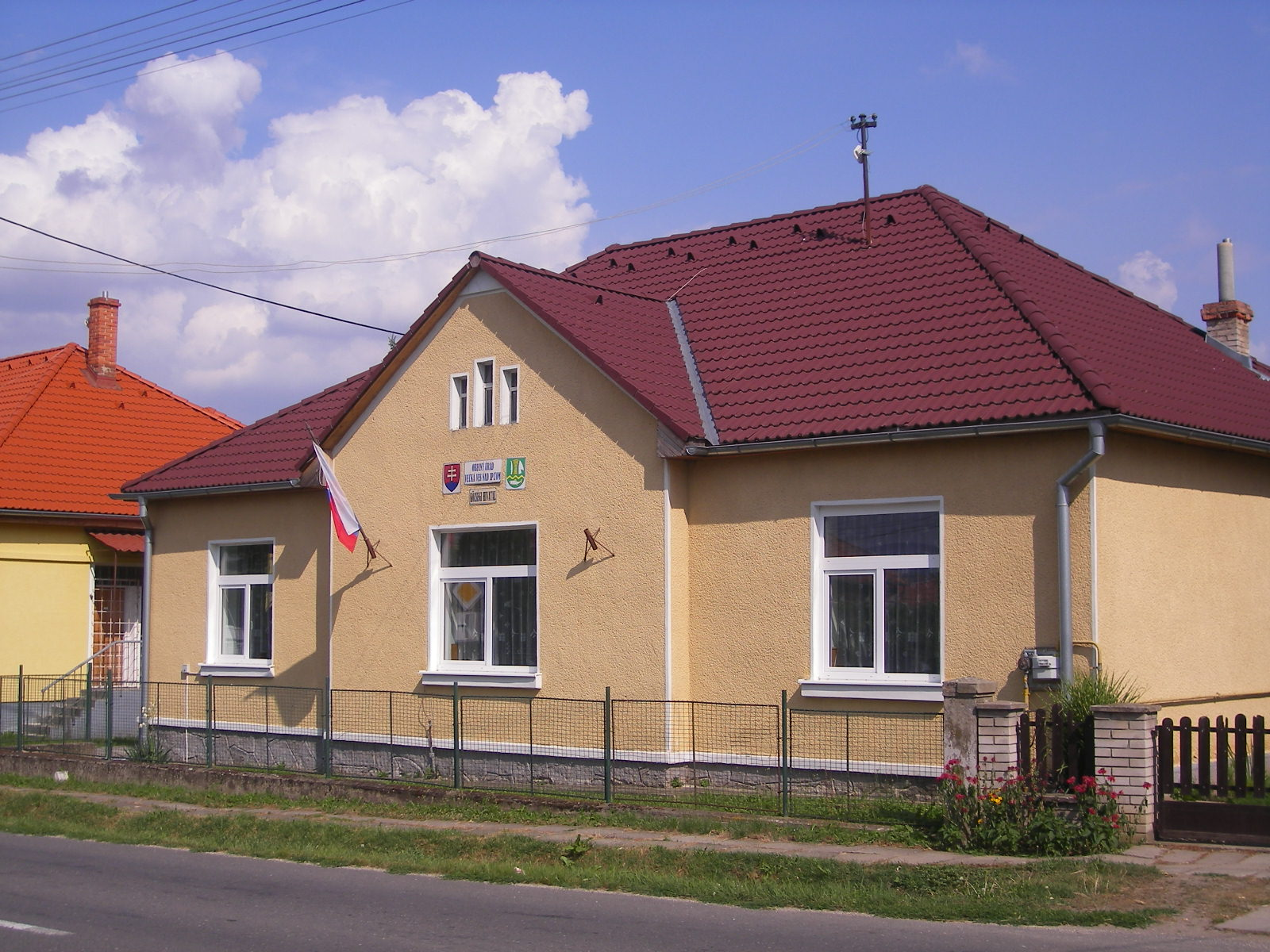
Községi hivatal
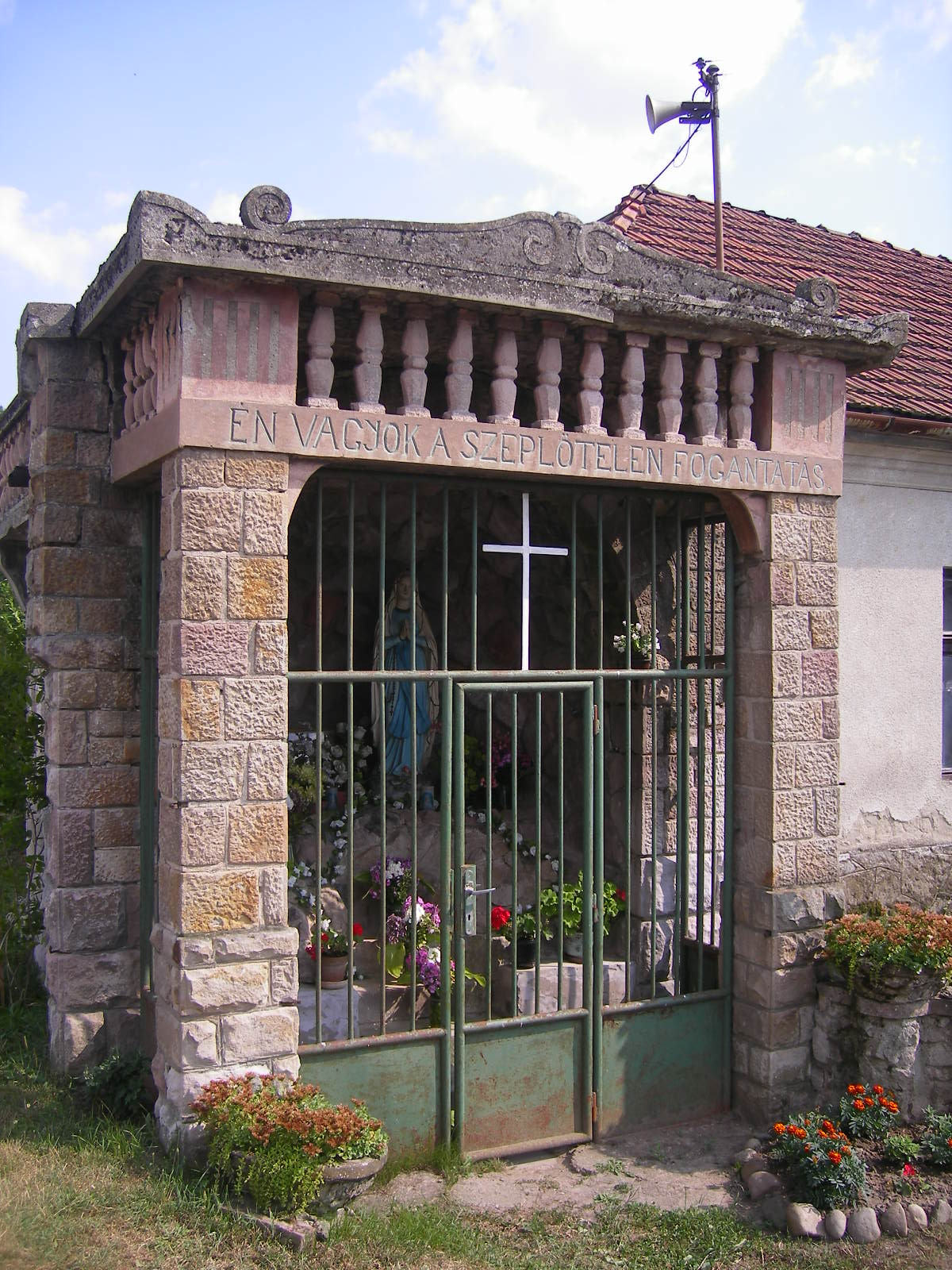
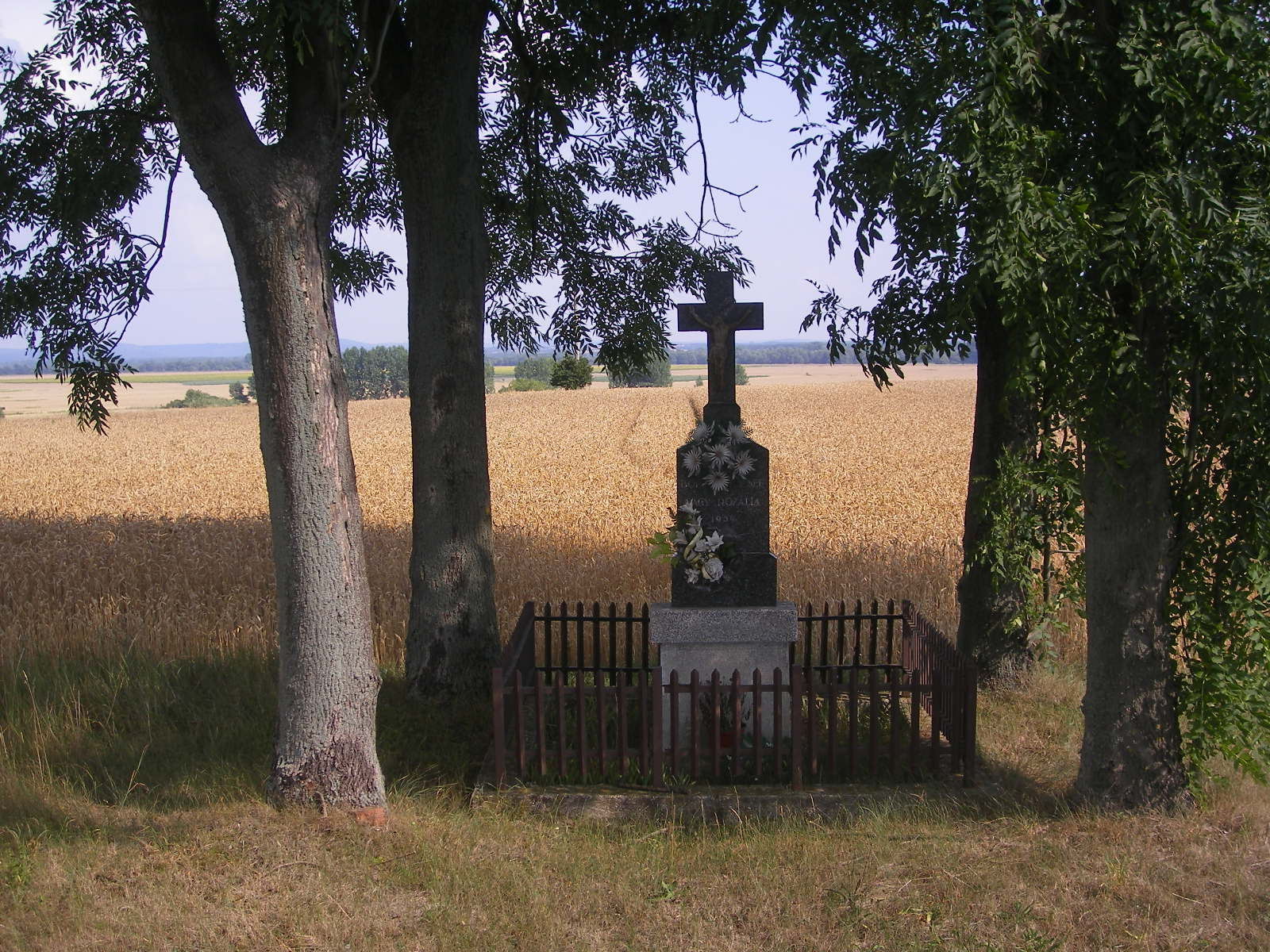
Feszület a falu keleti szélén
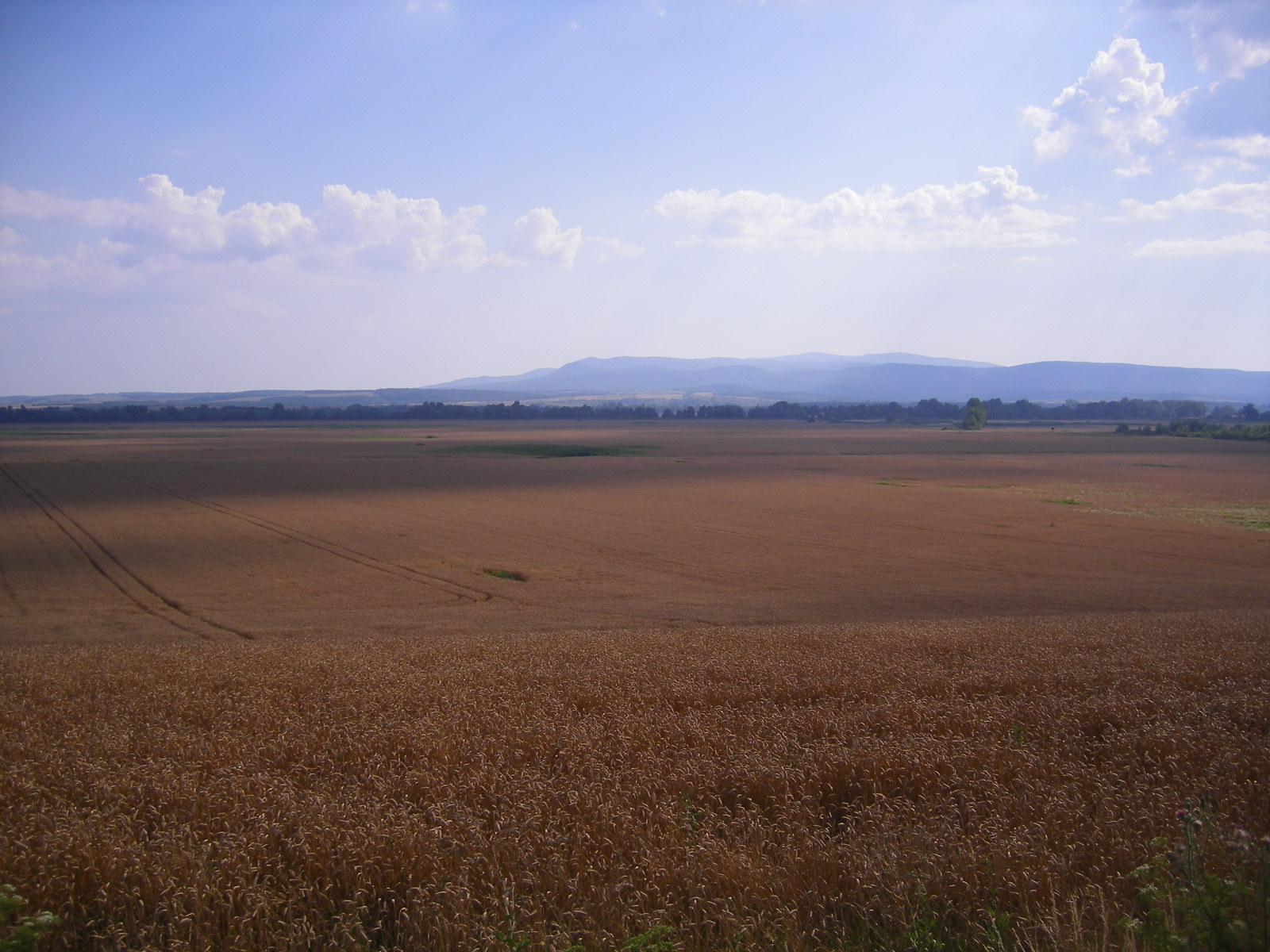
Az Ipoly völgye a falutól keletre
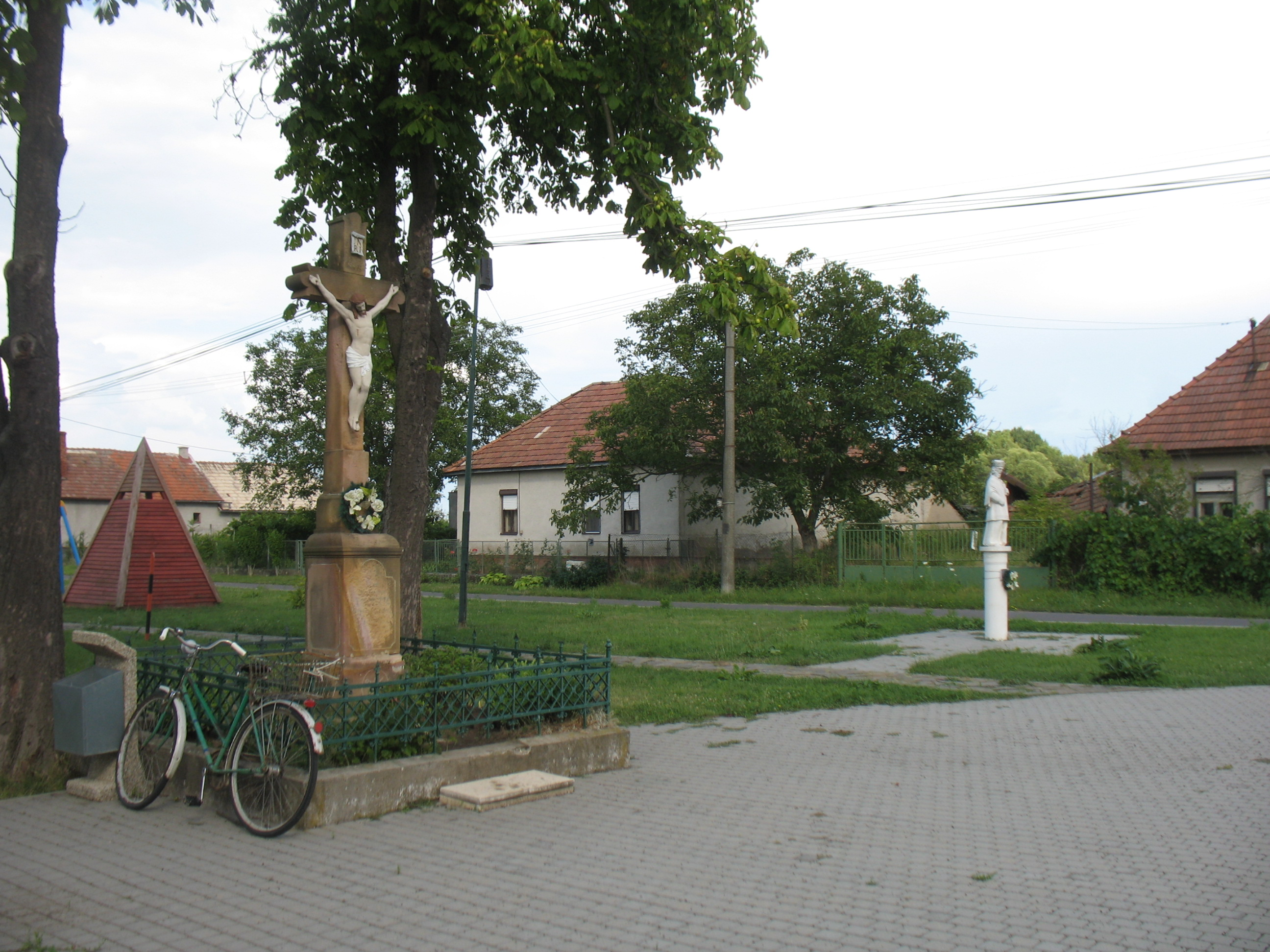
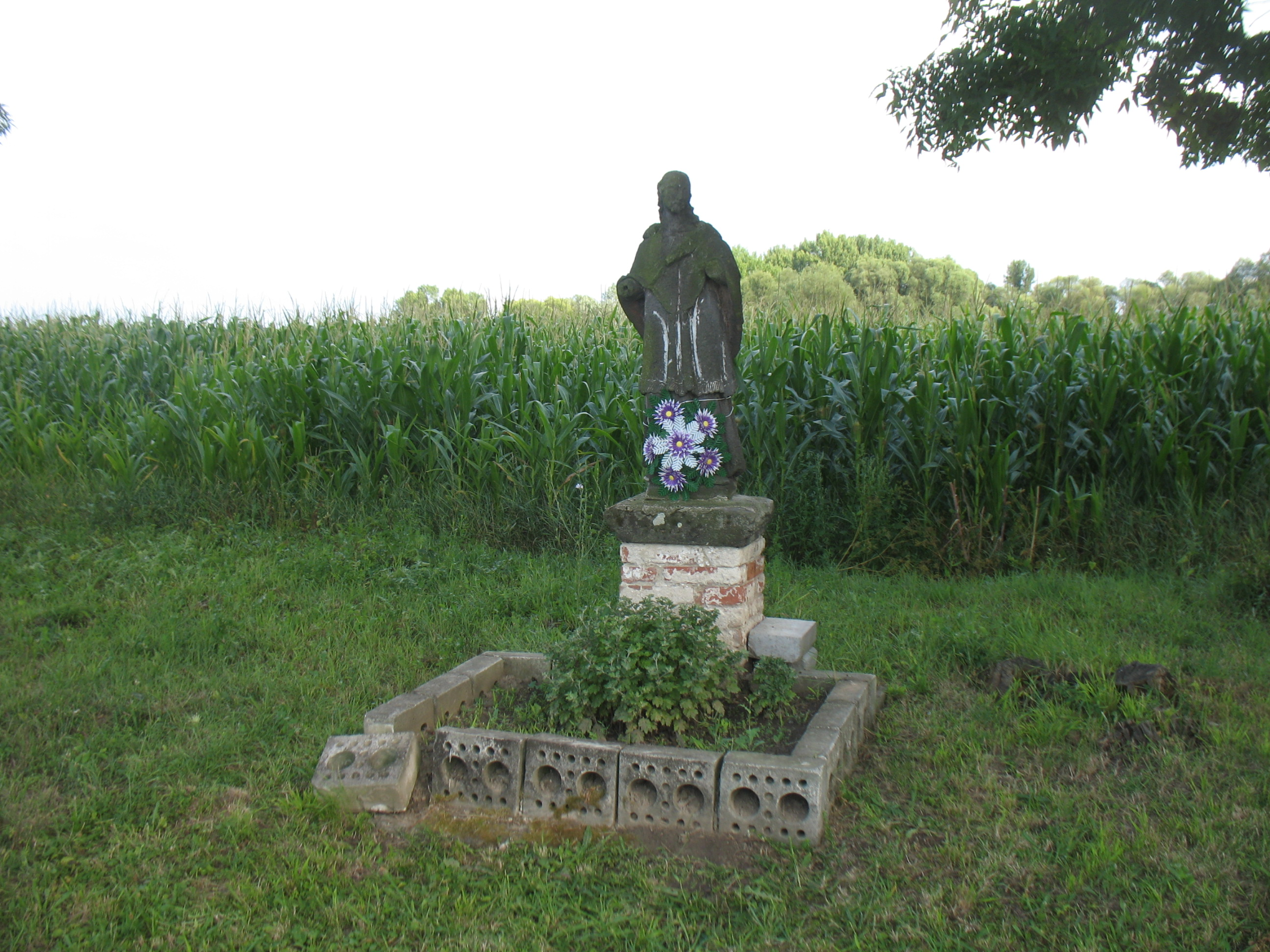